# Родельфис
Родельфис (лат. Rhodelphis) — род хищных одноклеточных растительных организмов, родственный к красным водорослям и выделенный в новый отдел эукариот Rhodelphidia. 3 вида.

## Этимология
Латинское название рода Rhodelphis (др.-греч. ῥόδον + δελφύς) отражает сестринское положение по отношению к красным водорослям. Оно происходит от сочетания греческих слов ῥόδον (роза, розовый) и δελφύς (матка).

## Описание
Одноклеточное хищное растение с двумя жгутиками, вторично утратившее способность к фотосинтезу. Клетки овальные или конические, 10—13 мкм, слегка сплюснутые с двумя субапикальными гетеродинамическими жгутиками. Хищники, поедающие других протистов. В задней части клетки имеет ложноножки, с помощью которых поглощает не только бактерий, но и других эукариот. Бесцветные хищные жгутиконосцы, родственные красным водорослям. Настоящих хлоропластов обнаружить не удалось даже с помощью электронной микроскопии. Но на молекулярном уровне нашлись несколько белков, связанные с хлоропластами (например, ферредоксин, обычно участвующий в фотосинтезе). Возможно, у них всё-таки есть какой-то бесцветный, маленький и рудиментарный первичный хлоропласт. Митохондрии имеют трубчатые кристы, в то время как для растений, как правило, характерны пластинчатые кристы.

## Распространение
Обнаружены во Вьетнаме, Франции и на Украине. Вид R. limneticus обнаружен в небольшом пресном озере Трубин в Черниговской области в бассейне реки Десна. Вид R. marinus нашли в морском песке у берега вьетнамского острова Кон-Дао, находящегося в Южно-Китайском море. Образцы R. mylnikovi извлекли из пресноводного пруда Étang du Manet возле Монтиньи-ле-Бретоннё в Иль-де-Франс, Франция.

## Систематика
Известно 3 вида. Род и два вида (R. limneticus и R. marinus) были научно описаны в 2019 году группой российских (Денис Тихоненков и Александр Мыльников; Институт биологии внутренних вод РАН, Россия), канадских (Ryan Gawryluk, Filip Husnik, Patrick J. Keeling; University of British Columbia, Канада) и немецких (Elisabeth Hehenberger; GEOMAR – Helmholtz Centre for Ocean Research Kiel, Киль, Германия) протистологов. С помощью молекулярно-генетического анализа транскриптомов было доказано, что на эволюционном древе эукариот родельфисы являются сестринской группой по отношению ко всем красным водорослям. Более того, родельфисы располагаются на филогенетическом древе супергруппы Archaeplastida в самом его основании, хотя и не у самого корня. Их обнаружение выдвигает гипотезу об общем миксотрофном одноклеточном предке красных водорослей и зеленых растений, который питался и за счет фотосинтетической пластиды, и фаготрофно. Род Rhodelphis был в 2019 году выделен в новый отдел эукариот (Rhodelphidia nom. nov.; а также класс Rhodelphea; порядок Rhodelphida; семейство Rhodelphidae).
В 2023 году французские учёные (Kristina I. Prokina, Purificación López- García, David Moreira; Université Paris-Saclay, Франция), а также Денис Тихоненков, описали третий вид, который получил название R. mylnikovi.
- Rhodelphis limneticus Tikhonenkov, Gawryluk, Mylnikov & Keeling, 2019[5] — Украина[3]
- Rhodelphis marinus Tikhonenkov, Gawryluk, Mylnikov & Keeling, 2019[6] — Вьетнам[3]
- Rhodelphis mylnikovi Prokina, Tikhonenkov, López-García & Moreira, 2023[7] — Франция[4]